# 野津山幸宏・葉山翔太 Noplan Night!
『野津山幸宏・葉山翔太 Noplan Night!』（のづやまゆきひろ はやましょうた ノープランナイト）は、2020年1月4日にスタートしたラジオ番組。毎週土曜日23:30-24:00にラジオ大阪にて放送されていた。
決めごと一切なしで、思いついたことをどんどんやっていく、タイトル通りのノープランでお届けするラジオ番組。
後継番組に『野津山幸宏・葉山翔太 #のづはや』がある。

## 概要[2]
声優の野津山幸宏と葉山翔太がMCを務めるラジオ番組。ニコニコ動画でも番組の配信を行なっている。番組放送時間はラジオ大阪では毎週土曜23:30-24:00、ニコニコ動画では毎週土曜日24:00更新。
第100回放送を記念し、第101回目(2021年12月4日放送分）からはYouTube、Spotify、Podcastにてアーカイブ配信を開始、毎週月曜日12:00更新。
番組内での愛称は、野津山幸宏：のんべぇ、葉山翔太：はっぴぃ
2人の愛称は第一回の放送時に決定。はっぴぃという名前は「葉山翔太」という名前が当時野津山の所属していた事務所の代表である「速水奨」と似ている為、何か新しい呼び方が出来ないかと速水に野津山が相談した際に提案された名前。

## ニコ生放送

### ニコニコ生放送
2020年2月6日20:00〜初のニコニコ生放送配信

### のんべぇ＆はっぴぃ合同誕生日会スペシャル
（2020年11月26日放送）

### NoplanNight 1周年ニコ生！
（2021年1月21日放送）
名言・迷言の募集やコーナー投票などを行った。

## イベント

### 第１回オンラインイベント〜ガッツだぜ！ノープラン牧場〜
（2021年6月５日開催）
第一部
ゲスト：汐谷文康
第二部
ゲスト：小林大紀
ガッツだぜ！ノープラン牧場というタイトルはイベント開催日がガッツ石松の誕生日だということに由来する。

### 第２回オンラインイベント〜なめたらアカン！ノープラン動物園〜
（2021年9月26日開催）
第一部
ゲスト：下鶴直幸＆今井文也　
第二部
ゲスト：新祐樹
なめたらアカン！というタイトルはイベントの開催日が歌手の天童よしみの誕生日ということに由来する。

### 番組初リアルイベント野津山幸宏・葉山翔太　Noplan Night! 集い（大阪）
（2022年5月15日開催予定であったが4月19日に中止が発表された）
昼の部
『野津山幸宏・葉山翔太　Noplan Night ! 集い
　　〜ちょっと真ん中歩くわよ（大阪）〜』
夜の部
『野津山幸宏・葉山翔太 Noplan Night! 集い
　　〜ちがいます。私はノープランな女（大阪）〜』

## コーナー
ツッコみまくり野津山！
お笑い好きな野津山が考案したコーナー。
　リスナーからの寄せられたボケ、または普通の事にたいして野津山が素早くツッコんでいくコーナー。毎回、野津山が奇抜なツッコミを披露してる。
ノープランイラストレーター葉山
イラストが得意な葉山が、リスナーから寄せられた特徴に基づき想像で似顔絵を描くコーナー。現在、リスナーの似顔絵だけでなく、愛着のある物の擬人化なども行なっている。
滝廉太郎で、”家族”！
リスナーから”家族”の特徴を送って貰い、その情報を元に2人がタキレンとなり即興ソングを披露する。
　以前は、”山”、そして、”街”ソングを披露していた。
　滝廉太郎という名前はニコ生放送時に野津山がメガネをかけた姿が瀧廉太郎に似ているということから由来する。
メキシカン野津山のお悩みタコス！
リスナーからのお悩みメールにメキシカン野津山がホットでエキサイティングな解決方法を提示する。
ファビュラス葉山のシャインマスカッ2（ツー）
リスナーからきたトークテーマを元に、ファビュラス葉山様がゴージャスでシャインなお話を披露する。
ふつおた
リスナーから寄せられたメッセージ・質問などに野津山・葉山が答えていく。

## 放送形態

### 【ラジオ大阪（毎週土曜日23:30-24:00）】[4]
ラジオ大阪 V-Stationにて、2020年1月4日にスタート（radikoでも視聴可能）

### 【ニコニコ動画（毎週土曜日24:00更新）】[5]
チャンネルの入会特典
- チャンネル会員限定のおまけトーク
- 過去のラジオ放送分がアーカイブ視聴可能
- ニコニコ生放送時に会員限定パートをご視聴可能（不定期）
- イベントチケットの先行販売にエントリー可能（不定期）
- ノープランモーニング視聴可能（毎週火曜日・水曜日　朝7:00更新）

ノープランモーニング　Tuesdayでは、野津山がその週の誕生日の有名人のモノマネを披露。
ノープランモーニング　Thursdayでは、その週のノープランナイトの予告を葉山が担当。（本編収録前に収録している為、予告は正確ではない）

### 【Youtube/Spotify/Podcast（毎週月曜日12:00更新）】[6][7]
第101回目からの放送のアーカイブも視聴可能。

## 放送リスト
| 放送日     | 放送日 | 放送日 |            | OP                                                                                         | コーナー①                                         | コーナー②                                         | 備考                                                                |
| ２０２０年 | １月   | ４日   | １         | 自己紹介 ・お互いの呼び名を決める                                                          | 番組ジングル作成                                  | 番組コーナー作成                                  | 初回放送                                                            |
| ２０２０年 | １月   | 11日   | ２         |                                                                                            |                                                   |                                                   |                                                                     |
| ２０２０年 | １月   | 18日   | ３         |                                                                                            |                                                   |                                                   |                                                                     |
| ２０２０年 | １月   | 25日   | ４         |                                                                                            |                                                   |                                                   |                                                                     |
| ２０２０年 | ２月   | 1日    | ５         |                                                                                            |                                                   |                                                   |                                                                     |
| ２０２０年 | ２月   | 8日    | 6          |                                                                                            |                                                   |                                                   |                                                                     |
| ２０２０年 | ２月   | 15日   | ７         |                                                                                            |                                                   |                                                   |                                                                     |
| ２０２０年 | ２月   | 22日   | ８         |                                                                                            |                                                   |                                                   |                                                                     |
| ２０２０年 | ２月   | 29日   | ９         |                                                                                            |                                                   |                                                   |                                                                     |
| ２０２０年 | 3月    | 7日    | １０       |                                                                                            |                                                   |                                                   |                                                                     |
| ２０２０年 | 3月    | 14日   | １１       |                                                                                            |                                                   |                                                   |                                                                     |
| ２０２０年 | 3月    | 21日   | １２       |                                                                                            |                                                   |                                                   |                                                                     |
| ２０２０年 | 3月    | 28日   | １３       |                                                                                            |                                                   |                                                   |                                                                     |
| ２０２０年 | 4月    | 4日    | １４       |                                                                                            |                                                   |                                                   |                                                                     |
| ２０２０年 | 4月    | 11日   | １５       |                                                                                            |                                                   |                                                   |                                                                     |
| ２０２０年 | 4月    | 18日   | １６       |                                                                                            |                                                   |                                                   |                                                                     |
| ２０２０年 | 4月    | 25日   | １７       |                                                                                            |                                                   |                                                   |                                                                     |
| ２０２０年 | 5月    | 2日    | １８       |                                                                                            |                                                   |                                                   |                                                                     |
| ２０２０年 | 5月    | 9日    | １９       |                                                                                            |                                                   |                                                   |                                                                     |
| ２０２０年 | 5月    | 16日   | ２０       |                                                                                            |                                                   |                                                   |                                                                     |
| ２０２０年 | 5月    | 23日   | ２１       |                                                                                            |                                                   |                                                   |                                                                     |
| ２０２０年 | 5月    | 30日   | ２２       |                                                                                            |                                                   |                                                   |                                                                     |
| ２０２０年 | 6月    | 6日    | ２３       |                                                                                            |                                                   |                                                   |                                                                     |
| ２０２０年 | 6月    | 13日   | ２４       |                                                                                            |                                                   |                                                   |                                                                     |
| ２０２０年 | 6月    | 20日   | ２５       |                                                                                            |                                                   |                                                   |                                                                     |
| ２０２０年 | 6月    | 27日   | ２６       |                                                                                            |                                                   |                                                   |                                                                     |
| ２０２０年 | ７月   | 4日    | ２７       |                                                                                            |                                                   |                                                   |                                                                     |
| ２０２０年 | ７月   | 11日   | ２８       |                                                                                            |                                                   |                                                   |                                                                     |
| ２０２０年 | ７月   | 18日   | ２９       |                                                                                            |                                                   |                                                   |                                                                     |
| ２０２０年 | ７月   | 25日   | ３０       |                                                                                            |                                                   |                                                   |                                                                     |
| ２０２０年 | 8月    | 1日    | ３１       |                                                                                            |                                                   |                                                   |                                                                     |
| ２０２０年 | 8月    | 8日    | ３２       |                                                                                            |                                                   |                                                   |                                                                     |
| ２０２０年 | 8月    | 15日   | ３３       |                                                                                            |                                                   |                                                   |                                                                     |
| ２０２０年 | 8月    | 22日   | ３４       |                                                                                            |                                                   |                                                   |                                                                     |
| ２０２０年 | 8月    | 29日   | ３５       |                                                                                            |                                                   |                                                   |                                                                     |
| ２０２０年 | 9月    | 5日    | ３６       |                                                                                            |                                                   |                                                   |                                                                     |
| ２０２０年 | 9月    | 12日   | ３７       |                                                                                            |                                                   |                                                   |                                                                     |
| ２０２０年 | 9月    | 19日   | ３８       |                                                                                            |                                                   |                                                   |                                                                     |
| ２０２０年 | 9月    | 26日   | ３９       |                                                                                            |                                                   |                                                   |                                                                     |
| ２０２０年 | 10月   | 3日    | ４０       |                                                                                            |                                                   |                                                   |                                                                     |
| ２０２０年 | 10月   | 10日   | ４１       |                                                                                            |                                                   |                                                   |                                                                     |
| ２０２０年 | 10月   | 17日   | ４２       |                                                                                            |                                                   |                                                   |                                                                     |
| ２０２０年 | 10月   | 24日   | ４３       |                                                                                            |                                                   |                                                   |                                                                     |
| ２０２０年 | 10月   | 31日   | ４４       |                                                                                            |                                                   |                                                   |                                                                     |
| ２０２０年 | 11月   | 7日    | ４５       |                                                                                            |                                                   |                                                   |                                                                     |
| ２０２０年 | 11月   | 14日   | ４６       |                                                                                            |                                                   |                                                   |                                                                     |
| ２０２０年 | 11月   | 21日   | ４７       |                                                                                            |                                                   |                                                   |                                                                     |
| ２０２０年 | 11月   | 28日   | ４８       |                                                                                            |                                                   | イラストレーター葉山                              |                                                                     |
| ２０２０年 | 12月   | 5日    | ４９       |                                                                                            |                                                   |                                                   | 11月26日ニコ生の様子を放送                                          |
| ２０２０年 | 12月   | 12日   | ５０       |                                                                                            |                                                   | イラストレーター葉山                              |                                                                     |
| ２０２０年 | 12月   | 19日   | ５１       |                                                                                            | 滝廉 山                                           | ファビュラス葉山                                  |                                                                     |
| ２０２０年 | 12月   | 26日   | ５２       |                                                                                            | ツッコミまくり野津山                              | イラストレーター葉山                              |                                                                     |
| ２０２１年 | 1月    | 2日    | ５３       |                                                                                            | お悩み聞くだけナイト                              | 滝廉 山                                           | 番組１周年記念                                                      |
| ２０２１年 | 1月    | 9日    | ５４       |                                                                                            | ツッコミまくり野津山                              | イラストレーター葉山                              |                                                                     |
| ２０２１年 | 1月    | 16日   | ５５       |                                                                                            | 滝廉 山                                           | ファビュラス葉山                                  |                                                                     |
| ２０２１年 | 1月    | 23日   | ５６       |                                                                                            | ツッコミまくり野津山                              | イラストレーター葉山                              |                                                                     |
| ２０２１年 | 1月    | 30日   | ５７       |                                                                                            |                                                   |                                                   | 1月21日ニコ生の様子を放送                                           |
| ２０２１年 | 2月    | 6日    | ５８       |                                                                                            | お悩み聞くだけナイト                              | 滝廉 山                                           |                                                                     |
| ２０２１年 | 2月    | 13日   | ５９       |                                                                                            | メキシカン野津山 【お悩みタコス】                 | 滝廉 町                                           | コーナーリニューアル                                                |
| ２０２１年 | 2月    | 20日   | ６０       |                                                                                            | ツッコミまくり野津山                              | イラストレーター葉山                              |                                                                     |
| ２０２１年 | 2月    | 27日   | ６１       |                                                                                            | ファビュラス葉山 【シャインマスカッ２】           |                                                   | ファビュラス葉山 【シャインマスカッ２】始動                         |
| ２０２１年 | 3月    | 6日    | ６２       |                                                                                            | ツッコミまくり野津山                              | イラストレーター葉山                              |                                                                     |
| ２０２１年 | 3月    | 13日   | ６３       |                                                                                            | メキシカン野津山 【お悩みタコス】                 | 滝廉 町                                           |                                                                     |
| ２０２１年 | 3月    | 20日   | ６４       |                                                                                            | ツッコミまくり野津山                              | イラストレーター葉山                              |                                                                     |
| ２０２１年 | 3月    | 27日   | ６５       |                                                                                            | ファビュラス葉山                                  | 滝廉                                              |                                                                     |
| ２０２１年 | 4月    | 3日    | ６６       |                                                                                            |                                                   | イラストレーター葉山                              | 今回から上新電機がスポンサーに付く                                  |
| ２０２１年 | 4月    | 10日   | ６７       |                                                                                            | メキシカン野津山                                  |                                                   |                                                                     |
| ２０２１年 | 4月    | 17日   | ６８       |                                                                                            | ツッコミまくり野津山                              | イラストレーター葉山                              |                                                                     |
| ２０２１年 | 4月    | 24日   | ６９       |                                                                                            | ファビュラス葉山                                  |                                                   |                                                                     |
| ２０２１年 | 5月    | 1日    | ７０       |                                                                                            | ツッコミまくり野津山                              | イラストレーター葉山                              |                                                                     |
| ２０２１年 | 5月    | 8日    | ７１       |                                                                                            | メキシカン野津山 【お悩みタコス】                 | 滝廉                                              |                                                                     |
| ２０２１年 | 5月    | 15日   | ７２       |                                                                                            | ツッコミまくり野津山                              | イラストレーター葉山                              |                                                                     |
| ２０２１年 | 5月    | 22日   | ７３       |                                                                                            | ファビュラス葉山                                  | 滝廉 町                                           |                                                                     |
| ２０２１年 | 5月    | 29日   | ７４       |                                                                                            | ツッコミまくり野津山                              | イラストレーター葉山                              |                                                                     |
| ２０２１年 | 6月    | 5日    | ７５       |                                                                                            | メキシカン野津山 【お悩み相談】                   | 滝廉 町                                           |                                                                     |
| ２０２１年 | 6月    | 12日   | ７６       |                                                                                            | ツッコミまくり野津山                              | イラストレーター葉山                              |                                                                     |
| ２０２１年 | 6月    | 19日   | ７７       |                                                                                            | ファビュラス葉山 【父の日】                       | 滝廉 町 【長岡】                                  |                                                                     |
| ２０２１年 | 6月    | 26日   | ７８       |                                                                                            | ツッコミまくり野津山                              | イラストレーター葉山                              |                                                                     |
| ２０２１年 | 7月    | 3日    | ７９       |                                                                                            | メキシカン野津山                                  | 滝廉 町                                           |                                                                     |
| ２０２１年 | 7月    | 10日   | ８０       |                                                                                            | ツッコミまくり野津山 【ケーツーなツッコミ】       | イラストレーター葉山                              |                                                                     |
| ２０２１年 | 7月    | 17日   | ８１       |                                                                                            | ファビュラス葉山                                  | 滝廉 町                                           |                                                                     |
| ２０２１年 | 7月    | 24日   | ８２       |                                                                                            | ツッコミまくり野津山 【サイイカなツッコミ】       | イラストレーター葉山                              |                                                                     |
| ２０２１年 | 7月    | 31日   | ８３       |                                                                                            | メキシカン野津山 【あるある探検隊】               | 滝廉 町 【大阪府堺市・古墳ソング】                |                                                                     |
| ２０２１年 | 8月    | 7日    | ８４       |                                                                                            | ツッコミまくり野津山 【ナイスですねぇツッコミ】   | イラストレーター葉山                              |                                                                     |
| ２０２１年 | 8月    | 14日   | ８５       |                                                                                            | ファビュラス葉山                                  | 滝廉 町 【海外進出】                              |                                                                     |
| ２０２１年 | 8月    | 21日   | ８６       |                                                                                            | ツッコミまくり野津山                              | イラストレーター葉山                              |                                                                     |
| ２０２１年 | 8月    | 28日   | ８７       |                                                                                            | メキシカン野津山                                  | 滝廉                                              | オンラインイベントゲスト発表                                        |
| ２０２１年 | 9月    | 4日    | ８８       |                                                                                            | ツッコミまくり野津山 【もう中ツッコミ】           | イラストレーター葉山                              |                                                                     |
| ２０２１年 | 9月    | 11日   | ８９       |                                                                                            | ファビュラス葉山                                  | 滝廉 町 【多治見市】                              |                                                                     |
| ２０２１年 | 9月    | 18日   | ９０       |                                                                                            | ツッコミまくり野津山 【意味ふツッコミ】           | イラストレーター葉山                              |                                                                     |
| ２０２１年 | 9月    | 25日   | ９１       |                                                                                            | メキシカン野津山 【メキシカン太夫】               | 滝廉 町 【山口県美祢市】                          |                                                                     |
| ２０２１年 | 10月   | 2日    | ９２       |                                                                                            | ツッコミまくり野津山 【パンチのある強烈ツッコミ】 | イラストレーター葉山                              |                                                                     |
| ２０２１年 | 10月   | 9日    | ９３       | ノープラン動物園感想                                                                       | ファビュラス葉山 マスカッ２                       | 滝廉 町                                           |                                                                     |
| ２０２１年 | 10月   | 16日   | ９４       |                                                                                            | ツッコミまくり野津山 【インマックスのツッコミ】   | イラストレーター葉山                              |                                                                     |
| ２０２１年 | 10月   | 23日   | ９５       |                                                                                            | メキシカン野津山                                  | イラストレーター葉山                              |                                                                     |
| ２０２１年 | 10月   | 30日   | ９６       |                                                                                            | ツッコミまくり野津山 【ガッキーツッコミ】         | 滝廉 町                                           |                                                                     |
| ２０２１年 | 11月   | 6日    | ９７       |                                                                                            | ファビュラス葉山 【秋の味覚】                     | 滝廉 町                                           |                                                                     |
| ２０２１年 | 11月   | 13日   | ９８       |                                                                                            | ツッコミまくり野津山 【菜々緒ツッコミ】           | イラストレーター葉山                              |                                                                     |
| ２０２１年 | 11月   | 20日   | ９９       |                                                                                            |                                                   | 滝廉 町 【愛知県長久手市】                        |                                                                     |
| ２０２１年 | 11月   | 27日   | １００     |                                                                                            | ツッコミまくり野津山 【物怖じしない若者ツッコミ】 | イラストレーター葉山 【似顔絵がうまくなる似顔絵】 | １００回記念 番組新展開発表                                         |
| ２０２１年 | 11月   | 30日   | NM#1 Tue   | 誕生日有名人モノマネ                                                                       | 誕生日有名人モノマネ                              | 誕生日有名人モノマネ                              |                                                                     |
| ２０２１年 | 12月   | 2日    | NM#1 Thu   | 12月4日放送の予告                                                                          | 12月4日放送の予告                                 | 12月4日放送の予告                                 |                                                                     |
| ２０２１年 | 12月   | ４日   | １０１     |                                                                                            | ファビュラス葉山                                  | 滝廉 家族 【フリーダムファミリー】                | Youtube/Spotify/Podcastでの アーカイブ配信開始 滝廉リニューアル     |
| ２０２１年 | 12月   | 7日    | NM#2 Tue   | 12月7日生まれ 有名人モノマネ                                                               | 12月7日生まれ 有名人モノマネ                      | 12月7日生まれ 有名人モノマネ                      |                                                                     |
| ２０２１年 | 12月   | 9日    | NM#2 Thu   | 12月11日放送の予告                                                                         | 12月11日放送の予告                                | 12月11日放送の予告                                |                                                                     |
| ２０２１年 | 12月   | 11日   | １０２     |                                                                                            | ツッコミまくり野津山 【全米を沸かせるツッコミ】   | イラストレーター葉山 【浅草絵師風イラスト】       |                                                                     |
| ２０２１年 | 12月   | 14日   | NM#3 Tue   | 12月14日生まれ 有名人モノマネ                                                              | 12月14日生まれ 有名人モノマネ                     | 12月14日生まれ 有名人モノマネ                     |                                                                     |
| ２０２１年 | 12月   | 16日   | NM#3 Thu   | 12月18日放送の予告                                                                         | 12月18日放送の予告                                | 12月18日放送の予告                                |                                                                     |
| ２０２１年 | 12月   | 18日   | １０３     |                                                                                            | メキシカン野津山 【ヒロシ】                       | 滝廉 家族 【よその三姉妹】                        |                                                                     |
| ２０２１年 | 12月   | 21日   | NM#4 Tue   | 12月21日生まれ 有名人モノマネ                                                              | 12月21日生まれ 有名人モノマネ                     | 12月21日生まれ 有名人モノマネ                     |                                                                     |
| ２０２１年 | 12月   | 23日   | NM#4 Thu   | 12月25日放送の予告                                                                         | 12月25日放送の予告                                | 12月25日放送の予告                                |                                                                     |
| ２０２１年 | 12月   | 25日   | １０４     |                                                                                            | ツッコミまくり野津山 【やればできるツッコミ】     | イラストレーター葉山                              |                                                                     |
| ２０２１年 | 12月   | 28日   | NM#5 Tue   | 12月29日生まれ 有名人モノマネ                                                              | 12月29日生まれ 有名人モノマネ                     | 12月29日生まれ 有名人モノマネ                     |                                                                     |
| ２０２１年 | 12月   | 30日   | NM#5 Thu   | 1月1日放送の予告                                                                           | 1月1日放送の予告                                  | 1月1日放送の予告                                  |                                                                     |
| 2022年     | 1月    | 1日    | １０５     |                                                                                            | ファビュラス葉山                                  | 滝廉 家族 【三人家族】                            | 新年の挨拶＆２周年記念                                              |
| 2022年     | 1月    | ４日   | NM#6 Tue   | 1月3日生まれ 有名人モノマネ                                                                | 1月3日生まれ 有名人モノマネ                       | 1月3日生まれ 有名人モノマネ                       |                                                                     |
| 2022年     | 1月    | 6日    | NM#6 Thu   | 1月8日放送の予告                                                                           | 1月8日放送の予告                                  | 1月8日放送の予告                                  |                                                                     |
| 2022年     | 1月    | 8日    | １０６     |                                                                                            | ツッコミまくり野津山 【フワちゃんツッコミ】       | イラストレーター葉山                              | イラストレーター葉山 擬人化イラスト募集開始                         |
| 2022年     | 1月    | 1１日  | NM#7 Tue   | 1月11日生まれ 元選手 モノマネ                                                              | 1月11日生まれ 元選手 モノマネ                     | 1月11日生まれ 元選手 モノマネ                     |                                                                     |
| 2022年     | 1月    | 13日   | NM#7 Thu   | 1月15日放送の予告                                                                          | 1月15日放送の予告                                 | 1月15日放送の予告                                 |                                                                     |
| 2022年     | 1月    | 15日   | １０７     |                                                                                            | メキシカン野津山 【ポコ】                         | ノープランカレンダー 製作委員会                   | カレンダー製作発表                                                  |
| 2022年     | 1月    | 18日   | NM#8 Tue   | 1月18日生まれ ハリウッド俳優 モノマネ                                                      | 1月18日生まれ ハリウッド俳優 モノマネ             | 1月18日生まれ ハリウッド俳優 モノマネ             |                                                                     |
| 2022年     | 1月    | 20日   | NM#8 Thu   | 1月22日放送の予告                                                                          | 1月22日放送の予告                                 | 1月22日放送の予告                                 |                                                                     |
| 2022年     | 1月    | 2２日  | １０８     |                                                                                            | ツッコミまくり野津山 【アンミカツッコミ】         | 滝廉 家族 【会長さんHBD】                         |                                                                     |
| 2022年     | 1月    | 25日   | NM#9 Tue   | 1月26日生まれ タレント モノマネ                                                            | 1月26日生まれ タレント モノマネ                   | 1月26日生まれ タレント モノマネ                   |                                                                     |
| 2022年     | 1月    | 27日   | NM#9 Thu   | 1月29日放送の予告                                                                          | 1月29日放送の予告                                 | 1月29日放送の予告                                 |                                                                     |
| 2022年     | 1月    | 29日   | １０９     |                                                                                            | ファビュラス葉山 【好きなお鍋】                   | ノープランカレンダー 製作委員会                   | ニコ生放送決定予告                                                  |
| 2022年     | 2月    | 1日    | NM#10 Tue  | 2月2日生まれ 元レスラー モノマネ                                                           | 2月2日生まれ 元レスラー モノマネ                  | 2月2日生まれ 元レスラー モノマネ                  |                                                                     |
| 2022年     | 2月    | 3日    | NM#10 Thu  | 2月5日放送の予告                                                                           | 2月5日放送の予告                                  | 2月5日放送の予告                                  |                                                                     |
| 2022年     | 2月    | 5日    | １１０     |                                                                                            | イラストレーター葉山 【スマホ擬人化】             | ノープランカレンダー 製作委員会                   |                                                                     |
| 2022年     | 2月    | 8日    | NM#11 Tue  | 2月9日生まれ 小説家                                                                        | 2月9日生まれ 小説家                               | 2月9日生まれ 小説家                               |                                                                     |
| 2022年     | 2月    | 10日   | NM#11 Thu  | 2月12日放送の予告                                                                          | 2月12日放送の予告                                 | 2月12日放送の予告                                 |                                                                     |
| 2022年     | 2月    | 12日   | １１１     |                                                                                            | ノープランカレンダー 製作委員会 【タイトル決定】  | 滝廉 家族 【みつき】                              | 2月3日のニコ生の様子を放送                                          |
| 2022年     | 2月    | 15日   | NM#12 Tue  | 2月14日生まれ 女性歌手 モノマネ                                                            | 2月14日生まれ 女性歌手 モノマネ                   | 2月14日生まれ 女性歌手 モノマネ                   |                                                                     |
| 2022年     | 2月    | 17日   | NM#12 Thu  | 2月19日放送の予告                                                                          | 2月19日放送の予告                                 | 2月19日放送の予告                                 |                                                                     |
| 2022年     | 2月    | 19日   | １１２     |                                                                                            | ツッコミまくり野津山 【大声で直球ツッコミ】       | ノープランカレンダー 製作委員会                   |                                                                     |
| 2022年     | 2月    | 22日   | NM#13 Tue  | 2月23日生まれ 双子タレント モノマネ                                                        | 2月23日生まれ 双子タレント モノマネ               | 2月23日生まれ 双子タレント モノマネ               |                                                                     |
| 2022年     | 2月    | 24日   | NM#13 Thu  | 2月16日放送の予告                                                                          | 2月16日放送の予告                                 | 2月16日放送の予告                                 |                                                                     |
| 2022年     | 2月    | 26日   | １１３     |                                                                                            | メキシカン野津山 【誇張しすぎタコス】             | 滝廉 家族 【ゆりちゃん応援ソング】                |                                                                     |
| 2022年     | 3月    | 1日    | NM#14 Tue  | 3月1日生まれ 世界的アーティスト モノマネ                                                   | 3月1日生まれ 世界的アーティスト モノマネ          | 3月1日生まれ 世界的アーティスト モノマネ          |                                                                     |
| 2022年     | 3月    | 3日    | NM#14 Thu  | 3月5日放送の予告                                                                           | 3月5日放送の予告                                  | 3月5日放送の予告                                  |                                                                     |
| 2022年     | 3月    | 5日    | １１４     |                                                                                            | ツッコミまくり野津山 【阿部寛ツッコミ】           | イラストレーター葉山 【ヘアアイロン擬人化】       |                                                                     |
| 2022年     | 3月    | 8日    | NM#15 Tue  | 3月8日生まれ コメディアン/ウクレレ奏者 モノマネ                                            | 3月8日生まれ コメディアン/ウクレレ奏者 モノマネ   | 3月8日生まれ コメディアン/ウクレレ奏者 モノマネ   |                                                                     |
| 2022年     | 3月    | 10日   | NM#15 Thu  | 3月12日放送の予告                                                                          | 3月12日放送の予告                                 | 3月12日放送の予告                                 |                                                                     |
| 2022年     | 3月    | 12日   | １１５     |                                                                                            | ファビュラス葉山                                  | 滝廉 家族 【まんじマザー】                        |                                                                     |
| 2022年     | 3月    | 15日   | NM#16 Tue  | 3月15日生まれ フードファイター モノマネ                                                    | 3月15日生まれ フードファイター モノマネ           | 3月15日生まれ フードファイター モノマネ           |                                                                     |
| 2022年     | 3月    | 17日   | NM#16 Thu  | 3月19日放送の予告                                                                          | 3月19日放送の予告                                 | 3月19日放送の予告                                 |                                                                     |
| 2022年     | 3月    | 19日   | １１６     |                                                                                            | ツッコミまくり野津山                              | イラストレーター葉山 【がま口財布擬人化】         |                                                                     |
| 2022年     | 3月    | 22日   | NM#17 Tue  | 3月21日生まれ 料理愛好家 モノマネ                                                          | 3月21日生まれ 料理愛好家 モノマネ                 | 3月21日生まれ 料理愛好家 モノマネ                 |                                                                     |
| 2022年     | 3月    | 24日   | NM#17 Thu  | 3月26日放送の予告                                                                          | 3月26日放送の予告                                 | 3月26日放送の予告                                 |                                                                     |
| 2022年     | 3月    | 26日   | １１７     |                                                                                            | メキシカン野津山                                  | 滝廉 家族 【2人の姉】                             | リアルイベント開催決定発表 この回をもって上新電機のスポンサーは終了 |
| 2022年     | 3月    | 29日   | NM#18 Tue  | 3月28日生まれ 世界的大スター モノマネ                                                      | 3月28日生まれ 世界的大スター モノマネ             | 3月28日生まれ 世界的大スター モノマネ             |                                                                     |
| 2022年     | 3月    | 31日   | NM#18 Thu  | 4月2日放送の予告                                                                           | 4月2日放送の予告                                  | 4月2日放送の予告                                  |                                                                     |
| 2022年     | 4月    | 2日    | １１８     |                                                                                            | ツッコミまくり野津山 【高田純二ツッコミ】         | イラストレーター葉山 【シャーペン擬人化】         |                                                                     |
| 2022年     | 4月    | 5日    | NM#19 Tue  | 4月5日生まれ 元プロ野球選手 モノマネ                                                       | 4月5日生まれ 元プロ野球選手 モノマネ              | 4月5日生まれ 元プロ野球選手 モノマネ              |                                                                     |
| 2022年     | 4月    | 7日    | NM#19 Thu  | 4月9日放送の予告                                                                           | 4月9日放送の予告                                  | 4月9日放送の予告                                  |                                                                     |
| 2022年     | 4月    | 9日    | １１９     | 【新生活/キャラ変に関して】 〜ふつおた〜 ・リアルイベントでやりたいこと ・社会人になる前に | ファビュラス葉山                                  | 滝廉 家族 【妹さんへ送るお祝いソング】            |                                                                     |
| 2022年     | 4月    | 12日   | NM＃20 Tue | 4月12日生まれ シンガーソングライター モノマネ                                              | 4月12日生まれ シンガーソングライター モノマネ     | 4月12日生まれ シンガーソングライター モノマネ     |                                                                     |
| 2022年     | 4月    | 14日   | NM #20 Thu | 次回番組放送の予告                                                                         | 次回番組放送の予告                                | 次回番組放送の予告                                |                                                                     |
|            |        |        |            |                                                                                            |                                                   |                                                   |                                                                     |